# 16766 Righi
16766 Righi è un asteroide della fascia principale. Scoperto nel 1996, presenta un'orbita caratterizzata da un semiasse maggiore pari a 2,771651 UA e da un'eccentricità di 0,119896, inclinata di 9,523599° rispetto all'eclittica. Ha un diametro di 6,258 km.
È dedicato al fisico italiano Augusto Righi.